# Мішкино (смт)
Мі́шкино (рос. Мишкино) — селище міського типу, центр Мішкинського району Курганської області, Росія. Адміністративний центр Мішкинського міського поселення.
Населення — 8034 особи (2010, 8789 у 2002).